# R. Bruce Merrifield Award
Der R. Bruce Merrifield Award wird von der American Peptide Society alle zwei Jahre für die Lebensleistung eines Wissenschaftlers in der Chemie der Peptide verliehen und ist nach Robert Bruce Merrifield benannt. Sie wird auf dem alle zwei Jahre stattfindenden Symposium der Gesellschaft verliehen.
Von  1977 bis 1995 hieß sie Alan E. Pierce Award, nach der den Preis damals stiftenden Chemiefirma Pierce Chemical Company. Ab 1997 wurde der Merrifield Award durch eine Stiftung von Rao Makineni ins Leben gerufen.

## Preisträger
Als Alan E. Pierce Award:
- 1977 Miklos Bodanszky, Case Western Reserve University
- 1979 Bruce Merrifield, Rockefeller University
- 1981 Ralph F. Hirschmann, University of Pittsburgh
- 1983 Ralph F. Hirschmann, Merck, Sharp & Dohme
- 1985 Robert Schwyzer, ETH Zürich
- 1987 Cho Hao Li, University of California, San Francisco
- 1989 Murray Goodman, University of California, San Diego
- 1991 Daniel F. Veber, Merck, Sharp & Dohme
- 1993 Victor J. Hruby, University of Arizona
- 1995 John Morrow Stewart, University of Colorado, Denver

Als Merrifield Award:
- 1997 Shumpei Sakakibara, Peptide Inst. Inc.
- 1999 Daniel H. Rich, University of Wisconsin, Madison
- 2001 Garland R. Marshall, Washington University, St. Louis (Medical School)
- 2003 William F. DeGrado, University of Pennsylvania
- 2005 Richard A. Houghten, Torrey Pines Institute for Molecular Studies
- 2007 Isabella L. Karle, Naval Research Laboratory
- 2009 Stephen B. H. Kent, University of Chicago
- 2011 Richard DiMarchi, Indiana University
- 2013 James P. Tam, Nanyang Technological University, Singapur
- 2015 Horst Kessler, TU München
- 2017 Charles Deber, University of Toronto, Hospital for Sick Children
- 2019 Lila M. Gierasch, University of Massachusetts at Amherst
- 2021 Padmanabhan Balaram, Indian Institute of Science, Bangalore
- 2023 Sam Gellman, University of Wisconsin – Madison